# Yuai
Yuai – miasto w Sudanie Południowym w stanie Bieh. Liczy 2765 mieszkańców (szacunek 2013).